# عفت سیاح سپانلو
عفت سیاح سپانلو (۱۲۶۰-۱۳۴۴ق) مشهور به بانو کحال، از نخستین زنان پزشک و فعالان برجسته در عرصه چشم‌پزشکی، آموزش، روزنامه‌نگاری و مسائل زنان در ایران در اواخر دوره قاجار و اوایل پهلوی بود. او نخستین زنی بود که به‌طور رسمی در ایران در رشته چشم‌پزشکی تحصیل کرد و به طبابت پرداخت، و از این‌رو عنوان کحال که در متون طب سنتی برای چشم‌پزشکان به‌کار می‌رفت، به نام شهرت‌یافتهٔ او بدل شد.

## زندگی‌نامه

#### کودکی و تحصیلات
عفت سیاح (معصومه) در حدود دهه ۱۲۶۰ هجری قمری در تهران، در خانواده‌ای روشنفکر و اهل علم، به دنیا آمد. اطلاعات دقیقی از تاریخ تولد او در دست نیست، اما بر پایه شواهد تاریخی، دوران نوجوانی او با اواخر سلطنت ناصرالدین‌شاه قاجار هم‌زمان بوده است. پدرش میرزا‌محمد حکیم‌باشی همدانی از یهودیان اهل همدان بود که تا قبل از تغییر دین، به میرزا یعقوب و پس از آنکه اسلام آورد به میرزا‌محمد حکیم‌باشی جدید الاسلام مشهور بود.
او از نخستین زنانی بود که با حمایت خانواده وارد آموزش رسمی شد، و با وجود محدودیت‌های اجتماعی، تحصیل در علوم پزشکی را پی گرفت.
او آموزش‌های پزشکی را نزد پزشکان دارالفنون و نیز پزشکان خارجی مقیم تهران، از جمله دکتر یاکوب ادوارد پولاک و دکتر ژوزف دسیر تومانیان، آغاز کرد. وی در رشته چشم‌پزشکی تخصص یافت و در این حوزه فعالیت مستمر داشت.

## فعالیت پزشکی

#### فعالیت حرفه‌ای
بانو کحال فعالیت پزشکی خود را با گشودن مطبی در حوالی خیابان چراغ‌برق (امیرکبیر فعلی) در تهران آغاز کرد. او در زمانی که زنان به‌ندرت اجازه طبابت داشتند، به درمان بیماران، به‌ویژه زنان و کودکان، پرداخت و نام او در میان توده مردم و اقشار روشنفکر به‌عنوان خانم دکتر چشم  یا بانو کحال شهرت یافت.
او همچنین در ماموریت‌های بهداشتی با دولت همکاری داشت و در گزارش سالانه وزارت معارف و صحیه در سال ۱۳۰۴ شمسی از او به عنوان یکی از نخستین چشم‌پزشکان زن یاد شده است.
به گفتهٔ ناهید فروغان، او "نقشی حیاتی در گسترش دسترسی زنان به خدمات درمانی ایفا کرد و الگویی از زن تحصیل‌کرده و مستقل در دوران گذار از قاجار به پهلوی بود."

#### عنوان «بانو کحال»
واژهٔ «کحال» در متون طب سنتی فارسی و عربی به معنای چشم‌پزشک است. این واژه از واژهٔ «کُحل» (سرمه) مشتق شده و به کسی اطلاق می‌شد که در درمان چشم تخصص دارد. بانو کحال نخستین زنی بود که این عنوان را به‌عنوان بخشی از هویت حرفه‌ای خود به کار برد و آن را با هویت زنانه پیوند زد. از او در چندین مقاله در نشریات دهه‌های ۱۳۱۰ و ۱۳۲۰ با این عنوان یاد شده است.

## فعالیت‌های روزنامه‌نگاری
عفت سیاح افزون بر طبابت، در عرصه روزنامه‌نگاری زنان نیز فعال بود. او در سال‌های پایانی دهه ۱۳۰۰ خورشیدی با نشریاتی چون نامه بانوان، زنان امروز و آینده ایران همکاری داشت. در این نشریات، مقاله‌هایی در زمینه بهداشت زنان، اهمیت آموزش علمی برای دختران و نیز یادداشت‌هایی انتقادی در خصوص سنت‌های محدودکننده برای زنان به قلم او منتشر شد.
در شماره ۴۵ نامه بانوان (۱۳۱۹)، مقاله‌ای از او با عنوان «چشم مادر، دیده خانواده است» منتشر شد که در آن ضمن تشریح آسیب‌های چشمی شایع در میان زنان، به نبود بهداشت چشمی در مناطق محروم و راهکارهای بهبود آن پرداخت.
او همچنین جزو هیئت تحریریهٔ نخستین دورهٔ زنان امروز بوده و نام او در فهرست نویسندگان اولیه این نشریه در بایگانی کتابخانه ملی ایران ثبت شده است.

#### نشریه دانش
نشریهٔ دانش نخستین نشریهٔ ویژهٔ زنان در ایران بود که امتیاز آن در سال ۱۲۸۹ خورشیدی (۲۵ شعبان ۱۳۲۸ قمری) به نام  عفت سیاح سپانلو، صادر شد. این نشریه با عنوان دانش در قالبی ۸ صفحه‌ای و به قطع وزیری، با چاپ سربی منتشر می‌شد.
نخستین شمارهٔ دانش در دهم رمضان ۱۳۲۸ قمری (سال ۱۲۸۹ خورشیدی)، چهار سال پس از پیروزی انقلاب مشروطه به چاپ رسید. در مرام‌نامه این نشریه، هدف از انتشار آن «تربیت نسوان و دوشیزگان» و «تصفیهٔ اخلاق زنان» عنوان شده است. دانش رویکردی میانه‌رو داشت و از جنبش‌های فمینیستی متأثر نبود.

در صفحه نخست این روزنامه چنین عبارتی درج شده بود که نشان از سیاست‌های کلی این روزنامه می‌داد:
روزنامه‌ای است اخلاقی، علم خانه‌داری، بچه‌داری، شوهرداری، مفید به حال دختران و نسوان و به کلی از پلتیک و سیاست مملکتی سخن نمی‌راند.
با توجه به تخصص دکتر کحال در پزشکی، به‌ویژه چشم‌پزشکی، بخشی از محتوای دانش به موضوعات مربوط به بهداشت زنان و کودکان اختصاص داشت.
از آنجا که هدف اصلی نشریه ارتقای سطح آموزش و اخلاق زنان عنوان شده بود، دکتر کحال با انتشار مطالبی همچون «خطاب به دوشیزگان» و «کلمات حکمت‌آمیز» به ترویج سوادآموزی و تشویق زنان به تحصیل علم پرداخت و آن را وظیفه‌ای مهم برای ایشان می‌دانست.
نشریهٔ دانش تنها به مدت یک سال منتشر شد و پس از چاپ ۳۰ شماره، در سال ۱۳۲۹ قمری فعالیت آن متوقف گردید.

## مشارکت‌های اجتماعی
بانو کحال از اعضای فعال انجمن همت خواتین و انجمن بیداری زنان بود. او در این انجمن‌ها با سخنرانی‌ها و برنامه‌های عام‌المنفعه به ترویج آموزش بهداشت در میان زنان طبقات متوسط و فرودست جامعه می‌پرداخت.
او با مدارس دخترانه تازه‌تأسیس مانند مدرسه ناموس و مدرسه دوشیزگان نیز همکاری می‌کرد و در جلسات آموزشی آن‌ها سخنرانی‌هایی با موضوع بهداشت فردی و عمومی ارائه می‌داد.